# Mannheimer HC
Der Mannheimer Hockeyclub 1907 e. V. ist ein deutscher Sportverein. Der Verein hat heute circa 1000 Mitglieder und stellt insgesamt über 35 Hockey-Mannschaften.
Der Sportverein wurde am 18. Februar 1907 von Mitgliedern des Lawn Tennis Clubs Mannheim gegründet. 1912 schloss er sich dem VfR Mannheim an, was ein Wechsel der Trikotfarben von Grün-Weiß zu Blau-Weiß-Rot nach sich zog. Auch der Mannheimer Damen-Hockey-Club trat 1919 dem VfR Mannheim bei. Bei den 2. Deutschen Meisterschaften im Feld erreichte der Verein 1938 den 3. Platz, im Hallenhockey wurde er 2010 deutscher Meister und 2011 Europapokalsieger.
Die Spieler des Vereins tragen ein blaues Trikot, eine navy-farbene Hose bzw. Rock und blaue Stutzen. Das Ausweichtrikot ist rot und wird mit roter Hose und roten Stutzen getragen.

## Geschichte
Der Verein wurde am 18. Februar 1907 von Mitgliedern des Lawn Tennis Clubs Mannheim gegründet, aus welchem auch der benachbarte Bundesliga-Tennisklub Grün-Weiss Mannheim hervorging. Die ersten Trainer waren J. Thorbecke und R. Liebe und bereits kurz nach der Gründung stellte der Verein drei Mannschaften. Im April 1912 schloss sich der Verein dem VfR Mannheim an, was ein Wechsel der Trikotfarben von Grün-Weiß zu Blau-Weiß-Rot nach sich zog. Auslöser für den Zusammenschluss war die Notwendigkeit nach mehr Spielflächen. Auch für den VfR war das ein markantes Datum, denn er wurde durch den Zusammenschluss zum damals größten Sportverein in Baden. Satzungsgemäß wurde dem MHC weitestgehend Selbständigkeit gewährt. Auch der Mannheimer Damen-Hockey-Club trat 1919 dem VfR Mannheim bei. Zu dieser Zeit bestand noch kein Verband auf nationaler Ebene.

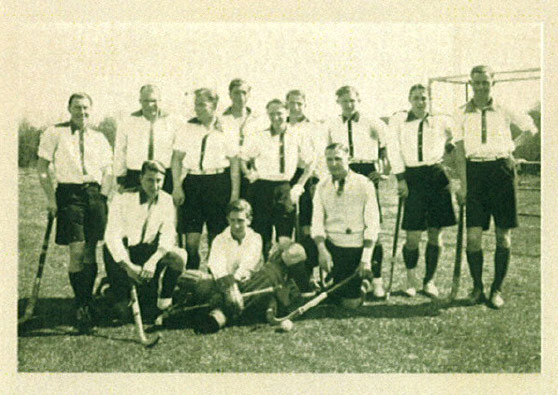
MHC Herrenteam 1933

Auch am Mannheimer Hockeyclub gingen die Kriegsjahre nicht spurlos vorüber. Umso dankbarer war der Verein, als nach Kriegsende einige „Alte Recken“ (Krebs, Röchling, Binger) die Hockeyabteilung des VFR wiederbelebten. Trotz aller Schwierigkeiten wie fehlender Ausrüstung und vor allem keiner bespielbaren Plätze gelang der Wiederaufbau.
In den Jahren zwischen 1951 und 1968 trug der Verein ausschließlich Freundschaftsspiele aus, wobei auch Gastspiele im Ausland ausgetragen wurden. Hockey wurde in dieser Zeit großteils nur zur Freude am Sport betrieben und es entwickelte sich eine rege Reisetätigkeit.
Am 16. August 1955 bemühte sich Architekt Erwin Geyer um die Planung und Genehmigung einer eigenen Hockeyanlage am Neckarplatt, die bereits ein Jahr später eingeweiht werden konnte. Im Jahr 1961 stand dem Verein ein neues Clubhaus zur Verfügung. Die Finanzierung dieser Unterfangen erfolgte zu größten Teilen durch Vereinsmitglieder.
Am 30. Juni 1964 trennte sich die Hockeyabteilung vom VfR und am 9. Februar 1965 erfolgte der Antrag auf eigene Eintragung in das Vereinsregister. 1967 veranstaltete der Verein ein Jubiläumsturnier zu seinem 60-jährigen Bestehen begleitet von einer großen Feier im Mannheimer Rosengarten.
Im Jahre 1968 stieg der MHC mit der Herrenmannschaft erstmals in die Oberliga auf und war damit eines der stärksten Teams in Baden.
Bereits 1970 zählte der Mannheimer Hockeyclub 183 Mitglieder und wuchs stetig. Insgesamt acht Mannschaften stellte der Verein, von denen sechs an Punktspielen teilnahmen. Im Jahre 1971 wurden die MHC Damen badischer Meister. Die sportlichen Erfolge hielten an. 1972 erspielten jeweils die Damen und Senioren einen Meistertitel und die 1. Herrenmannschaft des Vereins stieg in die süddeutsche Oberliga auf. Ein Jahr später konnten die Damen den süddeutschen Meistertitel in der Halle gewinnen.
Schon in diesem Jahr wurde die ausgeprägte Jugendarbeit des Vereins deutlich. Erstmals wurde das „Indianerturnier“ ein riesiges Zelt-Übernachtungsturnier auf der Anlage des MHC veranstaltet. Insgesamt 46 Jugendmannschaften aus zwölf Vereinen nahmen an diesem Turnier teil.
Am 6. März 1974 wurde endgültig der heutige Name des Vereins beschlossen. Der Namenszusatz VfR wurde gestrichen und so nannte man sich ab diesem Tage Mannheimer Hockeyclub 1907 e. V.
Im Jahr 1975 errang die Jugend B des Mannheimer HC erstmals die deutsche Meisterschaft. Der bisher größte Erfolg des Vereins, der 1976 nahezu wiederholt werden konnte – in diesem Jahr reichte es dann zur Vizemeisterschaft. Aber auch Negatives gab es zu berichten. Denn im selben Jahr stiegen sowohl die Herren, als auch die Damen aus der Oberliga ab, was zur Folge hatte, dass viele Jugendliche den Club wechselten.
Im Jahr 1980 stiegen die Herren schließlich wieder auf.
1982 feierte der Verein dann sein 75-jähriges Jubiläum, ein Anlass zu dem auch die deutsche Hockeynationalmannschaft ein Gastspiel in Mannheim abhielt.
1983 und 84 wurden einige Badische Meistertitel erspielt und die Herren spielten in der Aufstiegsrunde mit.
Der nächste Meilenstein war 1985, als mit Steffen Junge das Amt des Vorstandsvorsitzenden von Günther Kuchenbuch sein Amt übernahm. Unter Trainer Wolfram Proske wurde im Jahr 1986 ein weiterer großer Titel gewonnen: die Jugend-B wurde Deutscher Vizemeister.
Die nächste Ära wurde 1987 eingeleitet, als der MHC seinen ersten Kunstrasenhockeyplatz baute. Bereits im Oktober desselben Jahren konnte die neue Spielfläche mit einem internationalen Turnier eingeweiht werden. Gekrönt wurde die Saison vom Deutschen Hallenmeistertitel der Jugend-B sowie dem Vizemeister im Feld.
1988 waren die Knaben A erfolgreich (Süddeutscher Meister) und auch die Jugend A erspielte den deutschen Vizemeister Titel. Einer der Höhepunkte der Saison war das erste Vier-Nationen Turnier auf dem neuen Kunstrasen, bei dem die Nationalmannschaften von Korea, Russland, Argentinien und Deutschland antraten.
Um den sportlichen Erfolg der Jugend zu manifestieren und im Erwachsenenbereich Fortschritte zu erzielen, kam im März 1994 der Verbandstrainer von Bayern Robert Willig ans Neckarplatt.
1995 wurde die Irma-Röchling-Halle auf dem Gelände des MHC gebaut. Durch stattliche Förderung und vor allem die Unterstützung durch Mäzene konnte das Bauvorhaben angegangen werden. So konnte in diesem Jahr am 18. November die Hockeyhalle auf dem Vereinsgelände eingeweiht werden. Nicht lange ließ der Erfolg auf sich warten. Der MHC bezwang den HC Speyer im Aufstiegsspiel zur 2. Bundesliga nach einem Gleichstand zu Ende des Spieles im Siebenmeterschießen.
1997 erreichte die 1. Herrenmannschaft dann das Pokalfinale und bereits ein Jahr später stiegen die Damen in die zweithöchste Spielklasse auf. Die Herren konnten sich im Lokalderby gegen den TSV durchsetzen und stiegen erstmals in die Bundesliga auf. Bereits im folgenden Jahr stieg die Mannschaft jedoch wieder ab. In den folgenden Jahren erreichte der MHC zahlreiche Badische Meistertitel und die Damen konnten ihren Wiederaufstieg in die Regionalliga feiern.
2002 wurde dann der zweite Kunstrasenplatz des MHC gebaut. Im Jahr darauf verließ nach vielen Jahren Robert Willig den Verein in Richtung Aserbaidschan (Nationaltrainer) und ließ den Posten vakant. Im Oktober 2003 konnte der MHC dann den ehemaligen Damennationaltrainer Peter Lemmen überzeugen, als sportlicher Leiter des Clubs zu arbeiten. In der folgenden Zeit prägte unter anderem der Aufstieg der Damen die Saison. 2005 konnten dann wieder Erfolge im Jugendbereich erzielt werden, unter anderem der deutsche Meistertitel der Knaben A auf eigenem Boden.

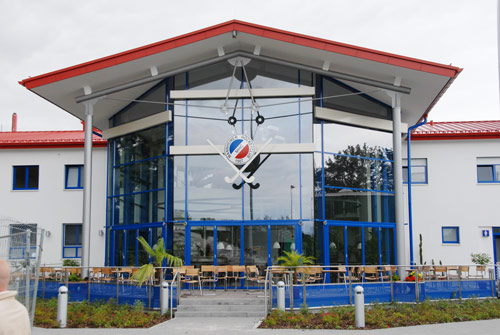
Das Clubhaus des MHC – Neubau 2006

Das Jahr 2006 war mit dem Doppelaufstieg von Damen (in die Bundesliga Halle) und Herren (wieder in die Regionalliga) eines der besten der Vereinsgeschichte bisher. Das Jahr fand seinen Höhepunkt im Oktober 2006 als der Richtspruch für den Clubhausneubau verlesen wurde. Schon ein Jahr später konnte das Bauwerk eingeweiht werden. Gleichzeitig wurden ein Videoturm sowie ein komplett neuer Kunstrasen – nach internationalem TV-Standard – errichtet. Das Hockeyfeld verfügt außerdem über eine Flutlichtanlage und eine Zuschauertribüne mit circa 1200 Plätzen. Der zweite Kunstrasen erhielt bei dieser Gelegenheit eine neue Oberfläche. Weiterhin bekam die Irma-Röchling-Halle einen Anbau (Trainingshalle). Zum hundertjährigen Jubiläum wurde die größtenteils durch Mäzene geförderte Anlage an den Verein übergeben. Die Mädchen A bedankten sich im selben Jahr noch mit dem deutschen Meistertitel.
| Europapokalbilanz Herren Feld |                    |        |       |             |
| Jahr                          | Wettbewerb         | Niveau | Platz | Ort         |
| 2011                          | Euro Hockey League | 1      | AF    | Bloemendaal |
| 2017                          | Euro Hockey League | 1      | VF    | Eindhoven   |
| 2018                          | Euro Hockey League | 1      | AF    | Rotterdam   |
| 2019                          | Euro Hockey League | 1      | 3     | Eindhoven   |

Im Jahr 2008 richtete der MHC ein Osterturnier der Nationalmannschaften von Schottland und Deutschland aus. Jeweils Damen und Herren standen sich auf den Feldern des Mannheimer Hockeyclubs gegenüber.
Am 29. Mai 2008 konnte die Herrenmannschaft im Spiel gegen den Lokalrivalen HC Heidelberg den Aufstieg in die 1. Feldhockey-Bundesliga perfekt machen. 2010 gewann die Mannschaft die deutsche Meisterschaft im Hallenhockey und 2011 den Europapokal.
Die Frauen stiegen 2010 durch ein 2:1 gegen Eintracht Braunschweig in die Feldhockey-Bundesliga auf.
Im Jahr 2010 konnte der Verein seine erste deutsche Meisterschaft im Erwachsenenbereich feiern. Im Hallenhockey Finale in der Berliner Max-Schmeling Halle, gewann die Mannschaft um Trainer Torsten Althoff vor 4.300 Zuschauern mit 4:3 nach Verlängerung gegen den Harvestehuder THC. Der Hockeyclub erweiterte seine Liegenschaften durch die Übernahme der Anlage des Polizeisport Vereins Mannheim und erstellte auf diesem Areal dann zwei neue Kunstrasenplätze um den steigenden Anspruch an Hockeyfeldern zum Spiel und Trainingsbetrieb gerecht zu werden. Ebenso wurden auf dem neuen Gelände ein Beach-Volleyball Feld und ein Spielplatz für Kinder angelegt.
2011 konnte die Meistermannschaft aus dem Vorjahr auch den Europapokal der Landesmeister gewinnen. Im Finale im schweizerischen Luzern besiegte der Mannheimer HC den russischen Meister Dynamo Jekaterinburg mit 7:1.
Im gleichen Jahr wurde auch die Entscheidung des Vereins getroffen auf einem der Kunstrasenplätzen eine Traglufthalle zu errichten. Dieses Projekt war in der Hockeywelt in Europa bisher einzigartig und ermöglicht seitdem auch in den kalten Wintermonaten auf einem kompletten Hockeyfeld unter angenehmen Bedingungen zu trainieren. Neben den Vereinsmannschaften nutzt diese Halle vor allem der Deutsche Hockeybund um Lehrgänge für die Nationalmannschaften durchzuführen. Die Nutzung der vollgeheizten und beleuchteten Traglufthalle ist in der Regel die Zeit von November bis Mitte April danach wird entsprechende Hockeyplatz wieder Open Air genutzt.
Eine weitere Baumaßnahme mit einem Anbau an die Irma-Röchling-Halle wurde im Jahr 2016 begonnen um weitere notwendige Umkleidekabinen sowie einen Kraft- und einen Clubraum zusätzlich zu den bestehenden Örtlichkeiten zu schaffen. Diese Maßnahme wurde im Jahr 2017 erfolgreich abgeschlossen.
2016 wurde die Damenmannschaft erstmals Deutscher Meister in der Halle. Im Endspiel in Lübeck gewannen sie gegen den Düsseldorfer HC mit 6:4 im Shoot-Out. Nach über 20 Jahren als Vorstandsvorsitzender übergab Steffen Junge sein Amt an Reinhard Becker und wurde zum Ehrenpräsidenten ernannt. Reinhard Becker führt den Verein zusammen mit den beiden Vorstandsmitgliedern Wolfgang Sauer und Joachim Kille.
Als Ausrichter des Hockey Final Four für Damen und Herren im Feld setzte der Mannheimer HC im Jahr 2016 das erste Mal sehr professionelle Maßstäbe und baute die Professionalität für dieses Event im Jahr 2017 nochmals aus. Das Final Four 2017 hat erstmals in der Geschichte des deutschen Hockeys auch einen Videobeweis, der aufgrund der professionellen TV- und Web-Streaming Übertragung technisch möglich war.
2017 konnten die Herren erstmals den deutschen Meistertitel im Feldhockey auf der heimischen Anlage gegen den Titelverteidiger Rot-Weiss Köln mit 3:2 gewinnen. Die Damen wurden am gleichen Wochenende zweite, sie unterlagen im Endspiel dem Uhlenhorster HC mit 0:2. Beide Teams qualifizierten sich durch diese Leistung auch für die Euro-Hockey-League in der Saison 2017/2018.
2023 gewann die Frauenmannschaft des Mannheimer HC zum ersten Mal den deutschen Meistertitel auf dem Feld.

## Erfolge und Titel
Jugend
- 1975 – Deutscher Feldhockey-Meister Männliche Jugend B
- 1987 – Süddeutscher Hallenhockey-Meister Männliche Jugend B
- 1989 – Süddeutscher Hallenhockey-Meister Jugend A
- 2001 – Süddeutscher Hallenhockey-Meister Mädchen A
- 2003 – Süddeutscher Hallenhockey-Meister weibliche Jugend B
- 2005 – Deutscher Feldhockey-Meister Knaben A
- 2007 – Deutscher Feldhockey-Meister Mädchen A
- 2008 – Süddeutscher Hallenhockey-Meister Mädchen A und Männliche Jugend B
- 2009 – Süddeutscher Hallenhockey-Meister Weibliche Jugend B und Männliche Jugend
- 2009 – Deutscher Feldhockey-Meister Weibliche Jugend B
- 2009 – Deutscher Hallenhockey-Meister Mädchen A
- 2010 – Süddeutscher Hallenhockey-Meister Weibliche Jugend B und Weibliche Jugend A
- 2011 – Süddeutscher Hallenhockey-Meister Weibliche Jugend B
- 2011 – Deutscher Hallenhockey-Meister Weibliche Jugend A
- 2011 – Deutscher Feldhockey-Meister Mädchen A und Weibliche Jugend A
- 2012 – Süddeutscher Hallenhockey-Meister Weibliche Jugend A
- 2012 – Deutscher Hallenhockey-Meister Weibliche Jugend A
- 2013 – Süddeutscher Hallenhockey-Meister Weibliche Jugend A
- 2013 – Deutscher Hallenhockey-Meister Weibliche Jugend B
- 2013 – Deutscher Feldhockey-Meister Weibliche Jugend B und Männliche Jugend A
- 2014 – Süddeutscher Hallenhockey-Meister Mädchen A und Weibliche Jugend B
- 2014 – Deutscher Hallenhockey-Meister Weibliche Jugend B
- 2015 – Süddeutscher Hallenhockey-Meister Weibliche Jugend B, Männliche Jugend B und Weibliche Jugend A
- 2015 – Deutscher Hallenhockey-Meister Weibliche Jugend B und Weibliche Jugend A
- 2016 – Süddeutscher Hallenhockey-Meister Weibliche Jugend B, Männliche Jugend B und Weibliche Jugend A
- 2016 – Deutscher Hallenhockey-Meister Weibliche Jugend B und Weibliche Jugend A
- 2017 – Deutscher Hallenhockey-Meister Knaben A und Weibliche Jugend A
- 2018 – Süddeutscher Hallenhockey-Meister Knaben A, Mädchen A, Männliche Jugend B, Weibliche Jugend B und Weibliche Jugend A
- 2018 – Deutscher Hallenhockey-Meister Weibliche Jugend A

Erwachsene
- 2010 – Deutscher Hallenhockey-Meister Herren
- 2011 – Teilnahme Euro Hockey League Herren (Viertelfinale)
- 2011 – Hallenhockey-Europapokalsieger Herren
- 2016 – Deutscher Hallenhockey-Meister Frauen
- 2016 – Teilnahme Euro Hockey League Herren (Viertelfinale)
- 2017 – Hallenhockey-Europapokalsieger Damen
- 2017 – Deutscher Feldhockey-Meister Herren
- 2018 – Teilnahme Euro Hockey League Herren (Viertelfinale)
- 2018 – Teilnahme Europapokal Damen
- 2022 – Deutscher Hallenhockey-Meister Herren
- 2023 – Deutscher Feldhockey-Meister Frauen
- 2024 – Deutscher Hallenhockey-Meister Frauen
- 2024 – Deutscher Feldhockey-Meister Herren
- 2025 – Deutscher Hallenhockey-Meister Frauen

## Spielstätten

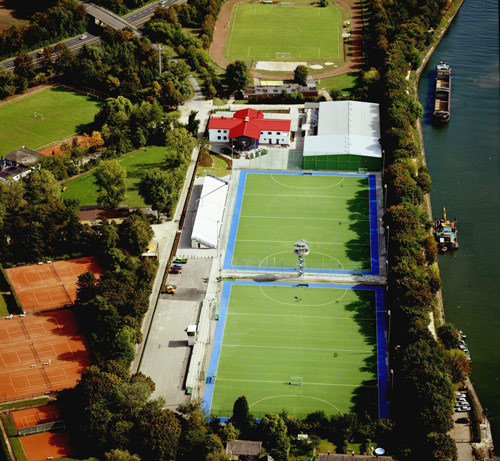
Die Anlage des MHC in Mannheim vor der Erweiterung des Clubgeländes im Jahr 2009

In der Geschichte des Mannheimer Hockeyclubs gab es diverse Spielstätten. Neben der Anlage des VfR Mannheim wurde auf einer Wiese gespielt an der heute das Nationaltheater Mannheim steht.
Seit 1956 spielt der Mannheimer HC auf dem eigenen Gelände am Neckarkanal, nahe der Mannheimer Schleuse. Seit 2008 existiert hier eine Anlage mit vier großen Kunstrasenfeldern einer Tribüne für 1200 Zuschauer sowie einer Hockeyhalle mit Zuschauertribüne und angebauter Trainingshalle.
Das Hauptfeld heißt Arena und die Halle trägt den Namen Irma-Röchling-Halle.
Im Winter wird Platz 3 mit einer in Deutschland einzigartigen Traglufthalle (beheizt) überdacht.

## Stationen von 1968 bis heute
1968 Oberliga
1972 Oberliga
1976 Regionalliga
1980 Oberliga
1995 2. Bundesliga Herren
1997 1. Bundesliga Halle Herren
1998 2. Bundesliga Herren
seit 2006 Hockey-Bundesliga Damen (Halle)
seit 2008 Hockey-Bundesliga Herren (Feld)
seit 2009 Hockey-Bundesliga Herren (Halle)
seit 2010 Hockey-Bundesliga Damen (Feld)

## Ehemalige und aktuelle Trainer
Ehemalige Trainer
- Wolfram Proske 1981–1992
- Walter Brösdorf 1987–1988
- Frank Schlageter 1992–1993
- Eddy Martin 1990–1994
- Robert Willig 1994–2003
- Klaus Kaiser 1997–2004
- Stephan Tschierschwitz 2003–2010
- Silvan Brunnemann 2005–2008
- Ingo Röper 2005–2008
- Erik Wonink 2011–2013
- Alvaro Molinos 2015–2016
- Tillmann Bockhorst 2016–2017
- Thomas Häuser 2015
- Aditya Pasarakonda 2012–2019
- Matthias Becher 2012–2020
- Janick Thum 2013–2019
- Philipp Stahr 2015–2019
- Manuel Ruep 2016–2019
- Thomas Sax 2017–2020
- Tobias Jordan 2018–2020

Aktuelle Trainer
- Peter Lemmen seit 2003
- Andreas Höppner seit 2006
- Eike Voss seit 2006
- Torsten Althoff seit 2007
- Oliver Sobotta (geb. Zeißner) seit 2008
- Peter Maschke seit 2010
- Michael McCann seit 2012
- Lucas Koch seit 2014
- Stefan Mücke seit 2008
- Christian Wittler seit 2016
- Sebastian Blink seit 2016
- Alex Rupp seit 2017

## Bekannte Spieler
ehemalige Spieler
- Matthias Witthaus – ehem. Herren-Nationalmannschaft 2009–2013; Olympiasieger 2008, 2012, Weltmeister 2002, 2006
- Fabian Pehlke – Herren-Nationalmannschaft[3] 2008–2018
- Mandy Haase – Damen-Nationalmannschaft 2008–2014; Olympiasiegerin 2004, Olympia 2008, 2012
- Michael McCann – australische Herren-Nationalmannschaft 2008 – 2012; Olympiasieger 2004
- Pavel Barta – tschechische Herren-Nationalmannschaft 2005 – 2013
- Stepan Bernatek – tschechische Herren-Nationalmannschaft 2005 – 2015
- Niklas Meinert – Herren-Nationalmannschaft 2007–2016; Olympiasieger 2008, Weltmeister 2006
- Tomas Prochazka – tschechische Herren-Nationalmannschaft 2006–2017
- Nikki Kidd – schottische Nationalmannschaft 2013 – 2017
- Patrick Harris – USA-Nationalmannschaft
- Lucas Vila – argentinische Nationalmannschaft (Olympiasieger 2016)
- Rhet Halkett – südafrikanische Nationalmannschaft
- Niklas Garst – Herren-Nationalmannschaft
- Lydia Haase – ehem. Damen-Nationalmannschaft
- Nike Lorenz – Damen-Nationalmannschaft (Olympia Bronze 2016)
- Cécile Pieper – Damen-Nationalmannschaft (Olympia Bronze 2016)
- Camille Nobis – Damen-Nationalmannschaft
- Maria Tost – spanische Nationalmannschaft

aktuelle Spieler
- Danny Nguyen Luong – Herren-Nationalmannschaft
- Gonzalo Peillat – argentinische Nationalmannschaft[4] (Olympiasieger 2016)
- Guido Barreiros – argentinische Nationalmannschaft
- Philipp Huber – Herren-Nationalmannschaft
- Lisa Schneider – Damen-Nationalmannschaft
- Florencia Habif – argentinische Nationalmannschaft (Olympia 2016)

## Partner Trikotwerbung
seit 1999 Duravit

## Mäzen
Klaus Greinert und seine Frau Jutta engagieren sich als Mäzen beim Mannheimer HC. Zudem ist Greinert Vorstand der Stiftung des Mannheimer Hockeyclub, seine Frau sitzt im Stiftungsrat. 2016 wurden beide beim Rhein-Neckar SportAward mit dem Life-Time-Award des HC Mannheim geehrt. Die Irma-Röchling-Halle wurde nach der Mutter von Jutta Greinert benannt.